# クタマク
クタマクは、トーゴ北東部カラ州近辺からベナン領内にかけて広がる、バタマリバ人の居住地になっている一地域の名称。タキヤンタ (Takienta) と呼ばれる独特の泥の住居群などが織りなす文化的景観が評価され、ユネスコの世界遺産に登録された。2004年にトーゴ初の世界遺産として登録され、2023年にベナン国内の地域も含まれた。

## タキヤンタ
タキヤンタはクタマクの特徴的な住居である。これは泥で出来た複数階建ての塔になっているもので、これが整然と並んで立つことで縞模様を形成している。
住居群は氏族と関連付けられて立っていることから社会構造と密接に結びついている。また、ドアは口、窓は目といった具合に、建物の構造と人体に照応関係を見出しているという点で、彼らの宗教観にも結びついている。
バタマリバ人がいつからこの地のタキヤンタを築いたのかは明らかになっていない。彼ら自身の口承によれば、元々はより北の地域でモシ人などと共存していたが、数百年前にこの地に移り、住むようになったのだという。タキヤンタに関する最古の記録は、19世紀末のもので、写真が残っている。それを参照した結果として、当時のタキヤンタは現在のものよりも規模が大きかったことが明らかになっている。

## 世界遺産
キリスト教やイスラームとは一線を画した状態で、独自の文化的景観を保ち続けていたことが評価された。西アフリカには、類似の特色を持つ世界遺産として、ドゴン人の居住地バンディアガラの断崖が既に登録されていたが、ドゴン人が社などは建てていても住居そのものには強い宗教性を持たせていないのに対し、タキヤンタは社会構造や宗教観と密接に結びついた特徴的なものであることから、その差異を明確に示すことが出来た。

### 登録基準
この世界遺産は世界遺産登録基準のうち、以下の条件を満たし、登録された（以下の基準は世界遺産センター公表の登録基準からの翻訳、引用である）。
- (5) ある文化（または複数の文化）を代表する伝統的集落、あるいは陸上ないし海上利用の際立った例。もしくは特に不可逆的な変化の中で存続が危ぶまれている人と環境の関わりあいの際立った例。
- (6) 顕著で普遍的な意義を有する出来事、現存する伝統、思想、信仰または芸術的、文学的作品と直接にまたは明白に関連するもの（この基準は他の基準と組み合わせて用いるのが望ましいと世界遺産委員会は考えている）。